# جولييان مارين
جولييان مارين (بالإسبانية: Julián Marin)‏ هو مغني إسباني، ولد في 28 سبتمبر 1990 في ريوس في إسبانيا.

## وصلات خارجية
- الموقع الرسمي